# Принципи пам'яті
Принципи пам'яті — набір правил, виконання яких збільшує ймовірність згадування інформації в майбутньому. Як правило, ці принципи називають за іменами авторів, що пишуть літературу з розвитку пам'яті та уваги (принципи Тоні Бюзена, принципи Гордія Остаповича, принципи Олега Андрєєва і т. д.).
Існує чотири принципи пам'яті. У зведеному вигляді їх можна сформулювати так:
- Кольорове набагато краще запам'ятовується, ніж чорно-біле
- Рухоме краще запам'ятовується, ніж статичне
- Гучне краще запам'ятовується, ніж мовчазне
- Вульгарне краще запам'ятовується, ніж етичне

Використовування цих принципів не гарантує стовідстоткового засвоєння інформації, але збільшує можливість її згадування.